# Ben-Ghou-Bey
Pour les articles homonymes, voir Goubet.
Léon Goubet dit Ben-Ghou-Bey, né le 23 avril 1931 à la Verpillière (Isère) et décédé le 20 décembre 1990 à Asuncion au Paraguay est un fakir français, devenu champion du monde de fakirisme le 30 mars 1964 à Nice.

## Biographie
Exerçant le métier d'électricien à Lyon, Léon Goubet se produit en spectacle. Il est ainsi remarqué par Simone Garnier qui organise ses tournées. Puis c'est André Sanlaville, organisateur de festival de magie et de parapsychologie qui prend en charge la distribution de son spectacle, qui débouche sur une carrière internationale qui durera 30 ans. Il se produira notamment a l'olympia.
Il pratique le transpercement, la pendaison, le crucifiement et l'enterrement vivant.
En 1979, Wolfgang Larbig, un médecin allemand s'intéresse à Ben-Ghou-Bey et écrit un livre, Schmerz, consacré à la douleur et relatant les expériences qu'il a fait faire au fakir.
Ben-Ghou-Bey décède au Paraguay d'une hémorragie méningée.

## Records
Ben-Ghou-Bey est détenteur de plusieurs records:
- 4 jours la langue clouée sur une planche (attesté par huissier) ;
- se faire crucifier (700 fois environ au cours de sa carrière) ;
- être enterré vivant pendant une demi-heure, en 1963 à Nice.

## Apparitions dans la culture et inspirations

### Au cinéma
- Paris interdit[7] (1969) de Jean-Louis Van Belle : lui-même

### Dans la littérature
- Le journaliste et écrivain Jean-Luc Coatalem s'inspire librement de la vie de Ben-Ghou-Bey pour écrire son livre Le fils du fakir[8].
- Un chapitre entier (biographique) lui est consacré dans le livre Les mystères les plus fous de France de Hubert Delobette aux éditions Le Papillon Rouge[9].